# Cerro (municipio)
Cerro es un barrio-municipio de La Habana. Hasta 1976, formó parte del antiguo municipio de La Habana, conocido como barrio de El Cerro. Desde 1976, con la nueva división político-administrativa, su núcleo urbano originario y otros barrios de sus inmediaciones integran uno de los municipios de la Provincia de Ciudad de La Habana (Cuba). La denominación de este municipio es Cerro, omitiendo el artículo.

## Historia
Su fundación data de 1803 cuando se trazó la Calzada del Cerro, y con el florecimiento de sus palacetes y quintas alrededor de la Calzada, hacia 1840, El Cerro comenzó a considerarse como parte de San Cristóbal de La Habana. En su conjunto arquitectónico se destacan: La casa quinta del Marqués de San Miguel de Carvajal, las del Conde de Fernandina, Conde de Santovenia y Marqués de Pinar del Río, así como la de Doña Leonor de Herrera.
La urbanización de esta región y, en especial, la barriada residencial que surge a lo largo de la Calzada del Cerro, alcanzó, por sus valores artísticos y arquitectónicos, relevancia nacional en el siglo XIX. Era el barrio residencial de moda del siglo XIX habanero.
Se llenó de suntuosos palacios rodeados de jardines, casas quintas que hacen que esta población se urbanice bajo un trazado irregular a lo largo de la Calzada, donde las calles interiores se ven interrumpidas frecuentemente por los muros de estas grandes propiedades.
Es famosa la frase "El Cerro tiene la llave" vinculada al hecho de que en su territorio estaba ubicada la entrada de agua a la ciudad y la sede del acueducto que existe hasta nuestros días. Se encuentran en El Cerro el Canal de entrada de La Zanja Real: Primer acueducto habanero que por gravedad llevaba el agua a la ciudad desde 1592 hasta el siglo XIX. 
Está situado dentro del sitio arqueológico del Husillo, el Acueducto de Fernando VII: Realizado entre 1832 y 1835. Sistema de abasto de agua a la ciudad por cañerías y gravedad y el Acueducto de Palatino: Depósito de agua del Acueducto de Albear. Este acueducto fue terminado en 1893 y sus construcciones son aún utilizadas en el abastecimiento de agua a la ciudad.
En 1976, con la nueva división político-administrativa, fue escindido de San Cristóbal de la Habana, para convertirse en un municipio de la Provincia de Ciudad de La Habana.

## División político-administrativa
Además del barrio original de "El Cerro", el Municipio Cerro contiene otros seis consejos populares, sumando un total de siete, a saber:
- Consejo popular Pilar-Atarés

- Consejo popular Latinoamericano

- Consejo popular Cerro

- Consejo popular Las Cañas

- Consejo popular Canal

- Consejo popular Palatino

- Consejo popular Armada

## Lugares de interés
- El Estadio Latinoamericano, sede oficial del equipo de béisbol Industriales y principal estadio de béisbol de Cuba.
- La Ciudad Deportiva, sede del Instituto Nacional de Deportes, Educación Física y Recreación (INDER).

## Hermanamientos
- Ciudad de México, México (1999)[4][5]

- Azcapotzalco, México (2000)[6][7][4][5]

- Yautepec, México (2003)[6][7]

- Écija, España (1995)

- Jiutepec, México (2003)[6][7]

- Tlaltizapán, México (2003)[6][7]